# Турніри WTA Tier I
Турніри WTA Tier I (також Турніри WTA 1-ї категорії) — елітні турніри Жіночої тенісної асоціації (WTA), які проводилися в 1990-2008 роках. З 1988 до 1990 року турніри поділялися на 'категорії', яких було 5. Два турніри Tier I, Мастерс Індіан-Веллс і Мастерс Маямі, були спільними з Masters Series Асоціації тенісистів-професіоналів (ATP).
Початково було 6 турнірів цього рівня на рік. В 1993 році кількість збільшено до 8, в 1997 — до 9, в 2004 — до 10, в 2008 році знову зменшено до 9.
З 2009 року WTA змінила категоризацію турнірів, більшість турнірів Tier I і Tier II потрапили в Турніри WTA Premier з поділом на три підкатегорії.

## Турніри
| Турнір                             | Інша назва                                         | Місто(а)                                                              | Країна     | Покриття    | Tier I у роках | К-сть |
| Мастерс Маямі                      | Sony Ericsson Open                                 | Маямі                                                                 | США        | Тверде      | 1990–2008      | 19    |
| German Open                        | Qatar Telecom German Open, Катар Total German Open | Берлін1                                                               | Німеччина1 | Ґрунт       | 1990–2008      | 19    |
| Canadian Open                      | Мастерс Канада, Rogers Cup                         | Монреаль/Торонто (rotates each year)                                  | Канада     | Тверде      | 1990–2008      | 19    |
| Volvo Car Open                     | Family Circle Cup                                  | Гілтон-Гед-Айленд (Південна Кароліна) та Чарлстон (Південна Кароліна) | США        | Ґрунт       | 1990–2008      | 19    |
| Мастерс Рим                        | Italian Open, Internazionali BNL d'Italia          | Рим                                                                   | Італія     | Ґрунт       | 1990–2008      | 19    |
| Toray Pan Pacific Open             | Pan Pacific Open                                   | Йокогама, Токіо                                                       | Японія     | Тверде      | 1993–2008      | 16    |
| Zurich Open                        |                                                    | Цюрих                                                                 | Швейцарія  | Тверде (I)  | 1993–2007      | 15    |
| Мастерс Індіан-Веллс               | Pacific Life Open                                  | Індіан-Веллс                                                          | США        | Тверде      | 1997–2008      | 12    |
| Кубок Кремля                       | Kremlin Cup                                        | Москва                                                                | Росія      | Supreme (I) | 1997–2008      | 12    |
| Southern California Open           | Acura Classic                                      | Сан-Дієго                                                             | США        | Тверде      | 2004–2007      | 4     |
| Advanta Championships Philadelphia |                                                    | Філадельфія                                                           | США        | Килим (I)   | 1993–1995      | 3     |
| Virginia Slims of Florida          |                                                    | Бока-Ратон                                                            | США        | Тверде      | 1991–1992      | 2     |
| Ameritech Cup                      | Ameritech Cup Chicago                              | Чикаго                                                                | США        | Килим (I)   | 1990           | 1     |
| Qatar Ladies Open                  | Катар Total Open                                   | Доха                                                                  | Катар      | Тверде      | 2008           | 1     |

- 1 - До Возз'єднання Німеччини, в 1990 році — Західний Берлін.

## Результати одиночного розряду

### 1990
| Турнір     | Перемога            | Поразка             | Рахунок            |
| ---------- | ------------------- | ------------------- | ------------------ |
| Чикаго     | Мартіна Навратілова | Мануела Малеєва     | 6–3, 6–2           |
| Маямі      | Моніка Селеш        | Юдіт Візнер         | 6–1, 6–2           |
| Гілтон-Гед | Мартіна Навратілова | Дженніфер Капріаті  | 6–2, 6–4           |
| Рим        | Моніка Селеш        | Мартіна Навратілова | 6–1, 6–1           |
| Берлін     | Моніка Селеш        | Штеффі Граф         | 6–4, 6–3           |
| Монреаль   | Штеффі Граф         | Катарина Малеєва    | 6–1, 6–7(6–8), 6–3 |

### 1991
| Турнір     | Перемога           | Поразка               | Рахунок            |
| ---------- | ------------------ | --------------------- | ------------------ |
| Бока-Ратон | Габріела Сабатіні  | Штеффі Граф           | 6–4, 7–6(8–6)      |
| Маямі      | Моніка Селеш       | Габріела Сабатіні     | 6–3, 7–5           |
| Гілтон-Гед | Габріела Сабатіні  | Лейла Месхі           | 6–1, 6–1           |
| Рим        | Габріела Сабатіні  | Моніка Селеш          | 6–3, 6–2           |
| Берлін     | Штеффі Граф        | Аранча Санчес Вікаріо | 6–3, 4–6, 7–6(8–6) |
| Торонто    | Дженніфер Капріаті | Катарина Малеєва      | 6–2, 6–3           |

### 1992
| Турнір     | Перемога              | Поразка               | Рахунок       |
| ---------- | --------------------- | --------------------- | ------------- |
| Бока-Ратон | Штеффі Граф           | Кончіта Мартінес      | 3–6, 6–2, 6–0 |
| Маямі      | Аранча Санчес Вікаріо | Габріела Сабатіні     | 6–1, 6–4      |
| Гілтон-Гед | Габріела Сабатіні     | Кончіта Мартінес      | 6–1, 6–4      |
| Рим        | Габріела Сабатіні     | Моніка Селеш          | 7–5, 6–4      |
| Берлін     | Штеффі Граф           | Аранча Санчес Вікаріо | 4–6, 7–5, 6–2 |
| Монреаль   | Аранча Санчес Вікаріо | Моніка Селеш          | 6–3, 4–6, 6–4 |

### 1993
| Турнір      | Перемога                  | Поразка                 | Рахунок            |
| ----------- | ------------------------- | ----------------------- | ------------------ |
| Yokohama*   | Мартіна Навратілова       | Лариса Савченко-Нейланд | 6–2, 6–2           |
| Маямі       | Аранча Санчес Вікаріо     | Штеффі Граф             | 6–4, 3–6, 6–3      |
| Гілтон-Гед  | Штеффі Граф               | Аранча Санчес Вікаріо   | 7–6(10–8), 6–1     |
| Рим         | Кончіта Мартінес          | Габріела Сабатіні       | 7–5, 6–1           |
| Берлін      | Штеффі Граф               | Габріела Сабатіні       | 7–6(7–3), 2–6, 6–4 |
| Торонто     | Штеффі Граф               | Дженніфер Капріаті      | 6–1, 0–6, 6–3      |
| Цюрих       | Мануела Малеєва-Fragniere | Мартіна Навратілова     | 6–3, 7–6(7–1)      |
| Філадельфія | Кончіта Мартінес          | Штеффі Граф             | 6–3, 6–3           |

* — In 1993, the Toray Pan Pacific Open was held in Yokohama instead of Tokyo.

### 1994
| Турнір      | Перемога              | Поразка               | Рахунок            |
| ----------- | --------------------- | --------------------- | ------------------ |
| Токіо       | Штеффі Граф           | Мартіна Навратілова   | 6–2, 6–4           |
| Маямі       | Штеффі Граф           | Наташа Звєрєва        | 4–6, 6–1, 6–2      |
| Гілтон-Гед  | Кончіта Мартінес      | Наташа Звєрєва        | 6–4, 6–0           |
| Рим         | Кончіта Мартінес      | Мартіна Навратілова   | 7–6(7–5), 6–4      |
| Берлін      | Штеффі Граф           | Бренда Шульц-Маккарті | 7–6(8–6), 6–4      |
| Монреаль    | Аранча Санчес Вікаріо | Штеффі Граф           | 7–5, 1–6, 7–6(7–4) |
| Цюрих       | Магдалена Малеєва     | Наташа Звєрєва        | 7–5, 3–6, 6–4      |
| Філадельфія | Анке Губер            | Марі П'єрс            | 6–0, 6–7(4–7), 7–5 |

### 1995
| Турнір      | Перемога              | Поразка               | Рахунок       |
| ----------- | --------------------- | --------------------- | ------------- |
| Токіо       | Дате-Крумм Кіміко     | Ліндсі Девенпорт      | 6–1, 6–2      |
| Маямі       | Штеффі Граф           | Дате-Крумм Кіміко     | 6–1, 6–4      |
| Гілтон-Гед  | Кончіта Мартінес      | Магдалена Малеєва     | 6–1, 6–1      |
| Рим         | Кончіта Мартінес      | Аранча Санчес Вікаріо | 6–3, 6–1      |
| Берлін      | Аранча Санчес Вікаріо | Магдалена Малеєва     | 6–4, 6–1      |
| Торонто     | Моніка Селеш          | Аманда Кетцер         | 6–0, 6–1      |
| Цюрих       | Іва Майолі            | Марі П'єрс            | 6–4, 6–4      |
| Філадельфія | Штеффі Граф           | Лорі Макніл           | 6–1, 4–6, 6–3 |

### 1996
| Турнір     | Перемога              | Поразка               | Рахунок       |
| ---------- | --------------------- | --------------------- | ------------- |
| Токіо      | Іва Майолі            | Аранча Санчес Вікаріо | 6–4, 6–1      |
| Маямі      | Штеффі Граф           | Чанда Рубін           | 6–1, 6–3      |
| Гілтон-Гед | Аранча Санчес Вікаріо | Барбара Паулюс        | 6–2, 2–6, 6–2 |
| Рим        | Кончіта Мартінес      | Мартіна Хінгіс        | 6–2, 6–3      |
| Берлін     | Штеффі Граф           | Каріна Габшудова      | 4–6, 6–2, 7–5 |
| Монреаль   | Моніка Селеш          | Аранча Санчес Вікаріо | 6–1, 7–6(7–2) |
| Цюрих      | Яна Новотна           | Мартіна Хінгіс        | 6–2, 6–2      |

### 1997
| Турнір       | Перемога           | Поразка          | Рахунок            |
| ------------ | ------------------ | ---------------- | ------------------ |
| Токіо        | Мартіна Хінгіс     | Штеффі Граф      | Walkover           |
| Індіан-Веллс | Ліндсі Девенпорт   | Іріна Спирля     | 6–2, 6–1           |
| Маямі        | Мартіна Хінгіс     | Моніка Селеш     | 6–2, 6–1           |
| Гілтон-Гед   | Мартіна Хінгіс     | Моніка Селеш     | 3–6, 6–3, 7–6(7–5) |
| Рим          | Марі П'єрс         | Кончіта Мартінес | 6–4, 6–0           |
| Берлін       | Мері Джо Фернандес | Марі П'єрс       | 6–4, 6–2           |
| Торонто      | Моніка Селеш       | Анке Губер       | 6–2, 6–4           |
| Цюрих        | Ліндсі Девенпорт   | Наталі Тозья     | 7–6(7–3), 7–5      |
| Москва       | Яна Новотна        | Суґіяма Ай       | 6–3, 6–4           |

### 1998
| Турнір       | Перемога         | Поразка               | Рахунок       |
| ------------ | ---------------- | --------------------- | ------------- |
| Токіо        | Ліндсі Девенпорт | Мартіна Хінгіс        | 6–3, 6–3      |
| Індіан-Веллс | Мартіна Хінгіс   | Ліндсі Девенпорт      | 6–3, 6–4      |
| Маямі        | Вінус Вільямс    | Анна Курникова        | 2–6, 6–4, 6–1 |
| Гілтон-Гед   | Аманда Кетцер    | Іріна Спирля          | 6–3, 6–4      |
| Рим          | Мартіна Хінгіс   | Вінус Вільямс         | 6–3, 2–6, 6–3 |
| Берлін       | Кончіта Мартінес | Амелі Моресмо         | 6–4, 6–4      |
| Монреаль     | Моніка Селеш     | Аранча Санчес Вікаріо | 6–3, 6–2      |
| Цюрих        | Ліндсі Девенпорт | Вінус Вільямс         | 6–3, 6–4      |
| Москва       | Марі П'єрс       | Моніка Селеш          | 7–6(7–2), 6–3 |

### 1999
| Турнір       | Перемога       | Поразка          | Рахунок       |
| ------------ | -------------- | ---------------- | ------------- |
| Токіо        | Мартіна Хінгіс | Аманда Кетцер    | 6–2, 6–1      |
| Індіан-Веллс | Серена Вільямс | Штеффі Граф      | 6–3, 3–6, 7–5 |
| Маямі        | Вінус Вільямс  | Серена Вільямс   | 6–1, 4–6, 6–4 |
| Гілтон-Гед   | Мартіна Хінгіс | Анна Курникова   | 6–4, 6–3      |
| Рим          | Вінус Вільямс  | Марі П'єрс       | 6–4, 6–2      |
| Берлін       | Мартіна Хінгіс | Жулі Алар-Декюжі | 6–0, 6–1      |
| Торонто      | Мартіна Хінгіс | Моніка Селеш     | 6–4, 6–4      |
| Цюрих        | Вінус Вільямс  | Мартіна Хінгіс   | 6–3, 6–4      |
| Москва       | Наталі Тозья   | Барбара Шетт     | 2–6, 6–4, 6–1 |

### 2000
| Турнір       | Перемога         | Поразка               | Рахунок               |
| ------------ | ---------------- | --------------------- | --------------------- |
| Токіо        | Мартіна Хінгіс   | Сандрін Тестю         | 6–3, 7–5              |
| Індіан-Веллс | Ліндсі Девенпорт | Мартіна Хінгіс        | 4–6, 6–4, 6–0         |
| Маямі        | Мартіна Хінгіс   | Ліндсі Девенпорт      | 6–3, 6–2              |
| Гілтон-Гед   | Марі П'єрс       | Аранча Санчес Вікаріо | 6–1, 6–0              |
| Берлін       | Кончіта Мартінес | Аманда Кетцер         | 6–1, 6–2              |
| Рим          | Моніка Селеш     | Амелі Моресмо         | 6–2, 7–6(7–4)         |
| Монреаль     | Мартіна Хінгіс   | Серена Вільямс        | 0–6, 6–3, 3-0 retired |
| Цюрих        | Мартіна Хінгіс   | Ліндсі Девенпорт      | 6–2, 4–6, 7–5         |
| Москва       | Мартіна Хінгіс   | Анна Курникова        | 6–3, 6–1              |

### 2001
| Турнір       | Перемога           | Поразка            | Рахунок            |
| ------------ | ------------------ | ------------------ | ------------------ |
| Токіо        | Ліндсі Девенпорт   | Мартіна Хінгіс     | 6–7(4–7), 6–4, 6–2 |
| Індіан-Веллс | Серена Вільямс     | Кім Клейстерс      | 4–6, 6–4, 6–2      |
| Маямі        | Вінус Вільямс      | Дженніфер Капріаті | 4–6, 6–1, 7–6(7–4) |
| Чарлстон     | Дженніфер Капріаті | Мартіна Хінгіс     | 6–0, 4–6, 6–4      |
| Берлін       | Амелі Моресмо      | Дженніфер Капріаті | 6–4, 2–6, 6–3      |
| Рим          | Єлена Докич        | Амелі Моресмо      | 7–6(7–3), 6–1      |
| Торонто      | Серена Вільямс     | Дженніфер Капріаті | 6–1, 6–7(7–9), 6–3 |
| Москва       | Єлена Докич        | Олена Дементьєва   | 6–3, 6–3           |
| Цюрих        | Ліндсі Девенпорт   | Єлена Докич        | 6–3, 6–1           |

### 2002
| Турнір       | Перемога          | Поразка            | Рахунок                  |
| ------------ | ----------------- | ------------------ | ------------------------ |
| Токіо        | Мартіна Хінгіс    | Моніка Селеш       | 7–6(8–6), 4–6, 6–3       |
| Індіан-Веллс | Даніела Гантухова | Мартіна Хінгіс     | 6–3, 6–4                 |
| Маямі        | Серена Вільямс    | Дженніфер Капріаті | 7–5, 7–6                 |
| Чарлстон     | Іва Майолі        | Патті Шнідер       | 6–3, 6–4                 |
| Берлін       | Жустін Енен       | Серена Вільямс     | 6–2, 1–6, 7–6(7–5)       |
| Рим          | Серена Вільямс    | Жустін Енен        | 7–6, 6–4                 |
| Монреаль     | Амелі Моресмо     | Дженніфер Капріаті | 6–4, 6–1                 |
| Москва       | Магдалена Малеєва | Ліндсі Девенпорт   | 5–7, 6–3, 7–6(7–4)       |
| Цюрих        | Патті Шнідер      | Ліндсі Девенпорт   | 6–7(5–7), 7–6(10–8), 6–3 |

### 2003
| Турнір       | Перемога          | Поразка            | Рахунок            |
| ------------ | ----------------- | ------------------ | ------------------ |
| Токіо        | Ліндсі Девенпорт  | Моніка Селеш       | 6–7(6–8), 6–1, 6–2 |
| Індіан-Веллс | Кім Клейстерс     | Ліндсі Девенпорт   | 6–4, 7–5           |
| Маямі        | Серена Вільямс    | Дженніфер Капріаті | 4–6, 6–4, 6–1      |
| Чарлстон     | Жустін Енен       | Серена Вільямс     | 7–6(7–5), 6–4      |
| Берлін       | Жустін Енен       | Кім Клейстерс      | 6–4, 4–6, 7–5      |
| Рим          | Кім Клейстерс     | Амелі Моресмо      | 3–6, 7–6(7–3), 6–0 |
| Торонто      | Жустін Енен       | Ліна Красноруцька  | 6–1, 6–0           |
| Москва       | Анастасія Мискіна | Амелі Моресмо      | 6–2, 6–4           |
| Цюрих        | Жустін Енен       | Єлена Докич        | 6–0, 6–4           |

### 2004
| Турнір       | Перемога          | Поразка            | Рахунок            |
| ------------ | ----------------- | ------------------ | ------------------ |
| Токіо        | Ліндсі Девенпорт  | Магдалена Малеєва  | 6–4, 6–1           |
| Індіан-Веллс | Жустін Енен       | Ліндсі Девенпорт   | 6–1, 6–4           |
| Маямі        | Серена Вільямс    | Олена Дементьєва   | 6–1, 6–1           |
| Чарлстон     | Вінус Вільямс     | Кончіта Мартінес   | 2–6, 6–2, 6–1      |
| Берлін       | Амелі Моресмо     | Вінус Вільямс      | Walkover           |
| Рим          | Амелі Моресмо     | Дженніфер Капріаті | 3–6, 6–3, 7–6(8–6) |
| Сан-Дієґо    | Ліндсі Девенпорт  | Анастасія Мискіна  | 6–1, 6–1           |
| Монреаль     | Амелі Моресмо     | Elena Likhovtseva  | 6–1, 6–0           |
| Москва       | Анастасія Мискіна | Олена Дементьєва   | 7–5, 6–0           |
| Цюрих        | Алісія Молік      | Марія Шарапова     | 4–6, 6–2, 6–3      |

### 2005
| Турнір       | Перемога         | Поразка            | Рахунок            |
| ------------ | ---------------- | ------------------ | ------------------ |
| Токіо        | Марія Шарапова   | Ліндсі Девенпорт   | 6–1, 3–6, 7–6(7–5) |
| Індіан-Веллс | Кім Клейстерс    | Ліндсі Девенпорт   | 6–4, 4–6, 6–2      |
| Маямі        | Кім Клейстерс    | Марія Шарапова     | 7–5, 6–3           |
| Чарлстон     | Жустін Енен      | Олена Дементьєва   | 7–5, 6–4           |
| Берлін       | Жустін Енен      | Надія Петрова      | 6–3, 4–6, 6–3      |
| Рим          | Амелі Моресмо    | Патті Шнідер       | 2–6, 6–3, 6–4      |
| Сан-Дієґо    | Марі П'єрс       | Суґіяма Ай         | 6–3, 6–0           |
| Торонто      | Кім Клейстерс    | Жустін Енен        | 7–5, 6–1           |
| Москва       | Марі П'єрс       | Франческа Ск'явоне | 6–4, 6–3           |
| Цюрих        | Ліндсі Девенпорт | Патті Шнідер       | 7–6, 6–3           |

### 2006
| Турнір       | Перемога           | Поразка           | Рахунок       |
| ------------ | ------------------ | ----------------- | ------------- |
| Токіо        | Олена Дементьєва   | Мартіна Хінгіс    | 6–2, 6–0      |
| Індіан-Веллс | Марія Шарапова     | Олена Дементьєва  | 6–1, 6–2      |
| Маямі        | Світлана Кузнецова | Марія Шарапова    | 6–4, 6–3      |
| Чарлстон     | Надія Петрова      | Патті Шнідер      | 6–3, 4–6, 6–1 |
| Берлін       | Надія Петрова      | Жустін Енен       | 4–6, 6–4, 7–5 |
| Рим          | Мартіна Хінгіс     | Дінара Сафіна     | 6–2, 7–5      |
| Сан-Дієґо    | Марія Шарапова     | Кім Клейстерс     | 7–5, 7–5      |
| Монреаль     | Ана Іванович       | Мартіна Хінгіс    | 6–2, 6–3      |
| Москва       | Анна Чакветадзе    | Надія Петрова     | 6–4, 6–4      |
| Цюрих        | Марія Шарапова     | Даніела Гантухова | 6–1, 4–6, 6–3 |

### 2007
| Турнір       | Перемога          | Поразка            | Рахунок            |
| ------------ | ----------------- | ------------------ | ------------------ |
| Токіо        | Мартіна Хінгіс    | Ана Іванович       | 6–4, 6–2           |
| Індіан-Веллс | Даніела Гантухова | Світлана Кузнецова | 6–3, 6–4           |
| Маямі        | Серена Вільямс    | Жустін Енен        | 0–6, 7–5, 6–3      |
| Чарлстон     | Єлена Янкович     | Дінара Сафіна      | 6–2, 6–2           |
| Берлін       | Ана Іванович      | Світлана Кузнецова | 3–6, 6–4, 7–6(7–4) |
| Рим          | Єлена Янкович     | Світлана Кузнецова | 7–5, 6–1           |
| Сан-Дієґо    | Марія Шарапова    | Патті Шнідер       | 6–2, 3–6, 6–0      |
| Торонто      | Жустін Енен       | Єлена Янкович      | 7–6(7–3), 7–5      |
| Москва       | Олена Дементьєва  | Серена Вільямс     | 5–7, 6–1, 6–1      |
| Цюрих        | Жустін Енен       | Татьяна Головін    | 6–4, 6–4           |

### 2008
| Турнір       | Перемога       | Поразка            | Рахунок       |
| ------------ | -------------- | ------------------ | ------------- |
| Доха         | Марія Шарапова | Віра Звонарьова    | 6–1, 2–6, 6–0 |
| Індіан-Веллс | Ана Іванович   | Світлана Кузнецова | 6–4, 6–3      |
| Маямі        | Серена Вільямс | Єлена Янкович      | 6–1, 5–7, 6–3 |
| Чарлстон     | Серена Вільямс | Vera Zvonareva     | 6–4, 3–6, 6–3 |
| Берлін       | Дінара Сафіна  | Олена Дементьєва   | 3–6, 6–2, 6–2 |
| Рим          | Єлена Янкович  | Алізе Корне        | 6–2, 6–2      |
| Монреаль     | Дінара Сафіна  | Домініка Цібулкова | 6–2, 6–1      |
| Токіо        | Дінара Сафіна  | Світлана Кузнецова | 6–1, 6–3      |
| Москва       | Єлена Янкович  | Vera Zvonareva     | 6–2, 6–4      |

## Титули в одиночному розряді
| Рейтинг | Гравець               | DOH | IND | MIA | CHA | BER | ROM | CAN | TOK | MOS | SAN | ZUR | CHI | BOC | PHI | Всього |
| ------- | --------------------- | --- | --- | --- | --- | --- | --- | --- | --- | --- | --- | --- | --- | --- | --- | ------ |
| 1       | Мартіна Хінгіс        | -   | 1   | 2   | 2   | 1   | 2   | 2   | 5   | 1   | -   | 1   | -   | -   | -   | 17     |
| 2       | Штеффі Граф           | -   | -   | 3   | 1   | 5   | -   | 2   | 1   | -   | -   | -   | -   | 1   | 1   | 14     |
| 3       | Ліндсі Девенпорт      | -   | 2   | -   | -   | -   | -   | -   | 4   | -   | 1   | 4   | -   | -   | -   | 11     |
| 4=      | Жустін Енен           | -   | 1   | -   | 2   | 3   | -   | 2   | -   | -   | -   | 2   | -   | -   | -   | 10     |
| 4=      | Серена Вільямс        | -   | 2   | 5   | 1   | -   | 1   | 1   | -   | -   | -   | -   | -   | -   | -   | 10     |
| 6=      | Кончіта Мартінес      | -   | -   | -   | 2   | 2   | 4   | -   | -   | -   | -   | -   | -   | -   | 1   | 9      |
| 6=      | / Моніка Селеш        | -   | -   | 2   | -   | 1   | 2   | 4   | -   | -   | -   | -   | -   | -   | -   | 9      |
| 8=      | Амелі Моресмо         | -   | -   | -   | -   | 2   | 2   | 2   | -   | -   | -   | -   | -   | -   | -   | 6      |
| 8=      | Аранча Санчес Вікаріо | -   | -   | 2   | 1   | 1   | -   | 2   | -   | -   | -   | -   | -   | -   | -   | 6      |
| 8=      | Марія Шарапова        | 1   | 1   | -   | -   | -   | -   | -   | 1   | -   | 2   | 1   | -   | -   | -   | 6      |
| 8=      | Вінус Вільямс         | -   | -   | 3   | 1   | -   | 1   | -   | -   | -   | -   | 1   | -   | -   | -   | 6      |
| 12=     | Габріела Сабатіні     | -   | -   | -   | 2   | -   | 2   | -   | -   | -   | -   | -   | -   | 1   | -   | 5      |
| 12=     | Кім Клейстерс         | -   | 2   | 1   | -   | -   | 1   | 1   | -   | -   | -   | -   | -   | -   | -   | 5      |
| 12=     | Марі П'єрс            | -   | -   | -   | 1   | -   | 1   | -   | -   | 2   | 1   | -   | -   | -   | -   | 5      |
| 15      | Єлена Янкович         | -   | -   | -   | 1   | -   | 2   | -   | -   | 1   | -   | -   | -   | -   | -   | 4      |
| 16=     | Ана Іванович          | -   | 1   | -   | -   | 1   | -   | 1   | -   | -   | -   | -   | -   | -   | -   | 3      |
| 16=     | Іва Майолі            | -   | -   | -   | 1   | -   | -   | -   | 1   | -   | -   | 1   | -   | -   | -   | 3      |
| 16=     | Мартіна Навратілова   | -   | -   | -   | 1   | -   | -   | -   | 1   | -   | -   | -   | 1   | -   | -   | 3      |
| 16=     | Дінара Сафіна         | -   | -   | -   | -   | 1   | -   | 1   | 1   | -   | -   | -   | -   | -   | -   | 3      |
| 20=     | Дженніфер Капріаті    | -   | -   | -   | 1   | -   | -   | 1   | -   | -   | -   | -   | -   | -   | -   | 2      |
| 20=     | Олена Дементьєва      | -   | -   | -   | -   | -   | -   | -   | 1   | 1   | -   | -   | -   | -   | -   | 2      |
| 20=     | Єлена Докич           | -   | -   | -   | -   | -   | 1   | -   | -   | 1   | -   | -   | -   | -   | -   | 2      |
| 20=     | Даніела Гантухова     | -   | 2   | -   | -   | -   | -   | -   | -   | -   | -   | -   | -   | -   | -   | 2      |
| 20=     | Магдалена Малеєва     | -   | -   | -   | -   | -   | -   | -   | -   | 1   | -   | 1   | -   | -   | -   | 2      |
| 20=     | Анастасія Мискіна     | -   | -   | -   | -   | -   | -   | -   | -   | 2   | -   | -   | -   | -   | -   | 2      |
| 20=     | Яна Новотна           | -   | -   | -   | -   | -   | -   | -   | -   | 1   | -   | 1   | -   | -   | -   | 2      |
| 20=     | Надія Петрова         | -   | -   | -   | 1   | 1   | -   | -   | -   | -   | -   | -   | -   | -   | -   | 2      |
| 28=     | Анна Чакветадзе       | -   | -   | -   | -   | -   | -   | -   | -   | 1   | -   | -   | -   | -   | -   | 1      |
| 28=     | Аманда Кетцер         | -   | -   | -   | 1   | -   | -   | -   | -   | -   | -   | -   | -   | -   | -   | 1      |
| 28=     | Дате-Крумм Кіміко     | -   | -   | -   | -   | -   | -   | -   | 1   | -   | -   | -   | -   | -   | -   | 1      |
| 28=     | Мері Джо Фернандес    | -   | -   | -   | -   | 1   | -   | -   | -   | -   | -   | -   | -   | -   | -   | 1      |
| 28=     | Анке Губер            | -   | -   | -   | -   | -   | -   | -   | -   | -   | -   | -   | -   | -   | 1   | 1      |
| 28=     | Світлана Кузнецова    | -   | -   | 1   | -   | -   | -   | -   | -   | -   | -   | -   | -   | -   | -   | 1      |
| 28=     | Мануела Малеєва       | -   | -   | -   | -   | -   | -   | -   | -   | -   | -   | 1   | -   | -   | -   | 1      |
| 28=     | Алісія Молік          | -   | -   | -   | -   | -   | -   | -   | -   | -   | -   | 1   | -   | -   | -   | 1      |
| 28=     | Патті Шнідер          | -   | -   | -   | -   | -   | -   | -   | -   | -   | -   | 1   | -   | -   | -   | 1      |
| 28=     | Наталі Тозья          | -   | -   | -   | -   | -   | -   | -   | -   | 1   | -   | -   | -   | -   | -   | 1      |

- DOH = Доха, IND = Індіан-Веллс, MIA = Маямі, CHA = Чарлстон, BER = Берлін, ROM = Рим, CAN = Канада, TOK = Токіо, MOS = Москва, SAN = Сан-Дієґо, ZUR = Цюрих, CHI = Чикаго, BOC = Бока-Ратон, PHI = Філадельфія.

## Рекорди

### Одиночний розряд
- Найбільше здобутих титулів:  Мартіна Хінгіс, 17
- Найбільше виходів у фінал:  Мартіна Хінгіс, 27
- Найбільше здобутих титулів конкретного турніру: 5  Штеффі Граф, Берлін (1991-1994, 1996)  Мартіна Хінгіс, Токіо (1997, 1999-2000, 2002, 2007)  Серена Вільямс, Маямі (2002-2004, 2007-2008)
- Найбільше послідовно здобутих титулів конкретного турніру:

 Штеффі Граф, Берлін, 4 (1991—1994)
 Кончіта Мартінес, Рим, 4 (1993-1996)
 Моніка Селеш, Canadian Open, 4 (1995—1998)